# Kortskaftad fjällgrimmia
Kortskaftad fjällgrimmia (Grimmia triformis) är en bladmossart som beskrevs av Antonio Carestia och De Notaris 1866. Kortskaftad fjällgrimmia ingår i släktet grimmior, och familjen Grimmiaceae. Enligt den svenska rödlistan är arten otillräckligt studerad i Sverige. Arten förekommer i Övre Norrland. Artens livsmiljö är fjäll. Inga underarter finns listade i Catalogue of Life.